# Gibet d'Halifax
Vous lisez un « bon article » labellisé en 2025.
Le gibet d'Halifax, ville située dans le Yorkshire de l'Ouest en Angleterre, est un dispositif de décapitation autre que par la hache ou par l'épée, datant probablement du XIIIe siècle.
Historiquement intégré au manoir de Wakefield, ce dispositif conférait au seigneur du manoir un pouvoir juridictionnel exceptionnel. La législation coutumière autorisait l'exécution sommaire de tout individu surpris en possession de biens volés dont la valeur excédait treize deniers et demi (l'équivalent approximatif de 10 livres sterling de 2023), ou ayant avoué un vol de valeur équivalente. 
La particularité du gibet d'Halifax réside dans l'utilisation d'un mécanisme de décapitation (qui a inspiré la guillotine), technologiquement unique à cette époque en Angleterre, et dans la persistance de cette pratique d'exécution pour des délits mineurs jusqu'au milieu du XVIIe siècle, bien après l'évolution des normes judiciaires européennes. Entre 1286 et 1650, environ une centaine de personnes subissent la décapitation à Halifax. 
En 1650, sur l'intervention d'Oliver Cromwell, lord-protecteur du Commonwealth d'Angleterre, l'utilisation du gibet d'Halifax est interdite et le gibet est démantelé. L'opinion publique estime en effet qu'il ne convient plus de décapiter les auteurs de délits mineurs.

## Contexte

### Juridiction
La « loi du Gibet » d'Halifax constitue un système juridictionnel spécifique conférant au seigneur du manoir de Wakefield, dont le territoire inclut la ville d'Halifax, un pouvoir judiciaire extraordinaire en matière de répression des vols. Ce dispositif légal définit des modalités d'interpellation et de condamnation précises pour les infractions touchant des biens d'une valeur minimale de 13½ deniers, équivalent approximatif à 10 livres sterling en 2023. Trois catégories d'incrimination sont principalement retenues : le handhabend, où l'individu est surpris en flagrant délit et en possession des biens volés ; le backberand, concernant la personne interceptée transportant des marchandises dérobées ; et le confessant, relatif au prévenu ayant avoué spontanément le délit,,. La procédure judiciaire prévoit un délai de trois jours de délibération publique suivant l'arrestation. Une fois la culpabilité établie, le condamné est acheminé vers le gibet où il subit une décapitation immédiate.

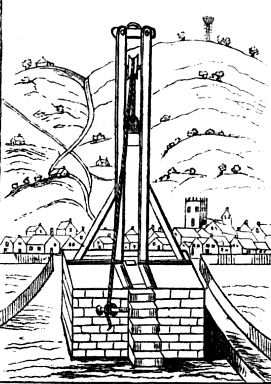
Gravure du dispositif d'exécution d'Halifax, par John Hoyle.

La loi du gibet d'Halifax s'inscrit vraisemblablement comme un ultime vestige de la coutume anglo-saxonne de l'Infangthief, système juridique autorisant les propriétaires fonciers à exercer une justice sommaire à l'encontre des voleurs au sein de leurs domaines territoriaux. Samuel Midgley, dans son ouvrage Halifax and its Gibbet-Law Placed in a True Light publié en 1761, atteste de l'ancienneté du dispositif. L'origine juridique pourrait résider dans les prérogatives accordées par le roi Henri III à Jean Ier de Warenne, seigneur du manoir de Wakefield entre 1231 et 1304,. Cette juridiction baronniale s'avère parfaitement conforme aux pratiques judiciaires médiévales, ainsi que le documentait déjà le texte juridique du XIe siècle De Baronibus, qui suas habent curias et consuetudines, qui explicite les droits des barons à disposer de leurs propres tribunaux et coutumes. La décapitation des criminels condamnés ne constituait pas un fait unique à Halifax car les comtes de Chester pratiquaient également des procédures similaires, autorisant l'exécution de tout malfaiteur appréhendé par témoignage ou confession devant quatre habitants locaux.
Une commission diligentée par le roi Édouard Ier en 1278 établit un rapport documentant la présence de 94 dispositifs d'exécution privés — gibets et potences — dans la région du Yorkshire, parmi lesquels figurait un instrument appartenant à l'archevêché d'York. La singularité du contexte halifaxien réside dans la persistance de cette pratique judiciaire, qui se maintient significativement au-delà des périodes d'abandon observées dans les autres juridictions territoriales.
La procédure judiciaire à Halifax repose sur un mécanisme probatoire spécifique, impliquant le bailli du seigneur du manoir comme autorité de garde et de convocation. Un jury composé de seize notables locaux, quatre représentants par canton, est sélectionné parmi les individus les plus fortunés et socialement reconnus. Le dispositif d'instruction se concentre sur deux interrogations essentielles : la détention effective des biens volés par l'accusé et la valeur marchande desdits biens, fixée à un seuil minimal de 13½ deniers. Les parties — le jury, l'accusé et les plaignants — se réunissent dans l'enceinte privative de la résidence du bailli, selon un protocole procédural minimal. L'originalité de cette méthode réside dans son caractère sommaire : aucun serment préalable n'est requis, aucun magistrat ou conseil de défense n'est présent. Chaque partie expose directement ses arguments, le jury disposant finalement d'un pouvoir discrétionnaire pour déterminer la culpabilité ou l'innocence du prévenu.
La rigueur procédurale de la juridiction locale se manifeste par des dispositions particulièrement contraignantes : tout individu interceptant un voleur doit impérativement présenter le malfaiteur et les biens dérobés au bailli, sous peine de sanctions sévères. En l'absence de cette présentation réglementaire, les biens sont systématiquement confisqués au bénéfice du seigneur du manoir. Le propriétaire du bien volé s'expose alors à des poursuites pour complicité ou recel, illustrant la dimension dissuasive et systémique de ce dispositif juridique. La réputation d'intransigeance judiciaire d'Halifax est largement documentée par des érudits contemporains. L'antiquaire William Camden et le poète John Taylor contribuent à populariser cette image, notamment à travers la célèbre invocation : « De l'enfer, de Hull et d'Halifax, bon Dieu, délivrez-nous ! »,,,, soulignant la dimension presque mythologique de cette juridiction locale.

### Procédure pénale
Le processus préalable à l'exécution suit un protocole judiciaire codifié : le condamné est maintenu en détention durant trois jours de marché,,,, période pendant laquelle il demeure exposé publiquement au pilori, exhibé avec les biens ayant motivé sa condamnation. Postérieurement à l'exécution, un coroner du comté se déplace à Halifax afin de constituer une commission d'enquête. Un jury de douze membres, parfois composé des mêmes personnes ayant préalablement établi la culpabilité du prévenu, est convoqué. Ces membres sont astreints à produire un rapport circonstancié sous serment, documentant les modalités de la condamnation et de l'exécution en vue de l'établissement des archives officielles. Le dispositif pénal s'applique exclusivement aux individus se trouvant dans le périmètre forestier de Hardwick. Le « gibet », implanté à proximité — approximativement 460 mètres des limites territoriales — obéit à une contrainte juridique singulière : tout condamné parvenant à franchir les frontières de la zone échappe légalement à l'exécution, sans possibilité de réintégration ultérieure dans le processus répressif. Deux cas historiques documentent cette particularité procédurale : un certain Dinnis et un nommé John Lacy réussissent à franchir les limites territoriales. Dinnis disparaît définitivement d'Halifax, tandis que John Lacy commet l'imprudence de réintégrer la ville sept années après son évasion, ce qui aboutit à son interpellation et son exécution en 1623.

## Histoire

### Origines

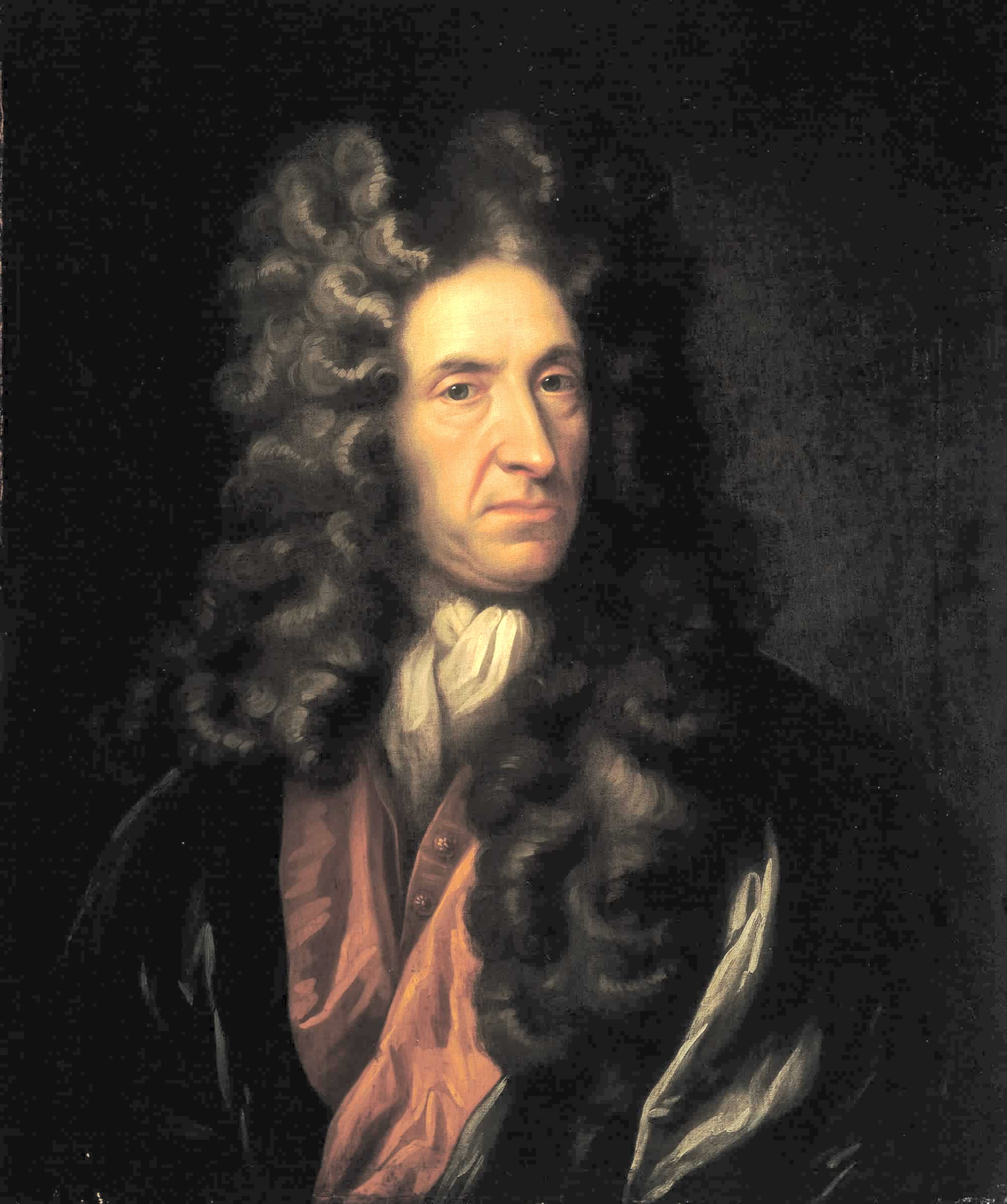
Selon Daniel Defoe, le dispositif d'exécution d'Halifax fut institué pour réprimer significativement les infractions relatives au vol de tissus.

Originaire de la ville d'Halifax, cet instrument constitue un précurseur des méthodes de décapitation, préfigurant technologiquement la guillotine française. Sa structure se distingue par une plate-forme surélevée, suggérant une morphologie proche de la potence traditionnelle, bien que sa fonction et son mécanisme en diffèrent substantiellement,. 
La première occurrence documentée de décapitation à Halifax remonte à l'exécution de John of Dalton en 1286,,, bien que les archives officielles antérieures à l'établissement des registres paroissiaux en 1538 demeurent lacunaires. La période comprise entre 1538 et 1650, correspondant aux dernières exécutions connues, atteste de la mise à mort de 56 individus, hommes et femmes confondus. L'analyse historiographique permet d'estimer le nombre total d'exécutions répertoriées depuis 1286 à un seuil légèrement inférieur à la centaine, témoignant de l'intensité répressive du système judiciaire halifaxien sur près de quatre siècles.
L'économie textile d'Halifax repose sur une spécialisation dans la production de kersey, un drap de laine reconnu pour sa résistance et son faible coût, particulièrement prisé pour la confection d'uniformes militaires,. Au XVIe siècle, le territoire d'Halifax et la vallée de Calder constituent l'épicentre de cette production, dominants sur l'ensemble du territoire anglais. Le processus de fabrication inclut une phase de finition caractéristique : après conditionnement par foulage, le tissu est suspendu sur des tréteaux, destinées au séchage. L'historien et romancier Daniel Defoe, dans le troisième volume de son ouvrage A tour thro' the whole island of Great Britain (1727), rapporte une généalogie institutionnelle du gibet local,. Selon ses investigations, l'infrastructure judiciaire aurait été initialement conçue spécifiquement pour réprimer les vols de tissus commis sur les tréteaux, avant d'étendre progressivement son champ d'application à d'autres catégories criminelles.
Dans son œuvre narrative Thomas of Reading (1600), Thomas Deloney propose une généalogie légendaire du gibet d'Halifax, l'attribuant à l'initiative d'un ecclésiastique confronté aux difficultés récurrentes de recrutement des agents d'exécution dans la juridiction locale.

### Économie et justice
Les historiographes du XVIIIe siècle interprètent la dynamique criminelle locale comme une conséquence directe de la prospérité économique, suggérant que celle-ci attire des éléments marginaux. Le tissu textile, exposé sans surveillance sur les tréteaux, constitue une cible vulnérable justifiant des sanctions répressives destinées à protéger l'économie régionale. L'historien contemporain James Holt propose une analyse alternative en 1997, interprétant la juridiction en vigueur à Halifax comme une manifestation pragmatique de l'antique législation anglo-saxonne de l'infangtheof. Les assises royales, organisées seulement deux fois par an dans la région, rendent les poursuites judiciaires prohibitivement onéreuses. La procédure standard implique la confiscation des biens volés, considérés comme la propriété de l'accusé, au bénéfice de la Couronne. Le système du gibet d'Halifax se distingue précisément par sa capacité à permettre à la partie lésée de recouvrer ses biens avec un minimum de pertes, tout en assurant une fonction dissuasive : « encouragement des honnêtes travailleurs » et « terreur des malfaiteurs ».

### Déclin et abolition

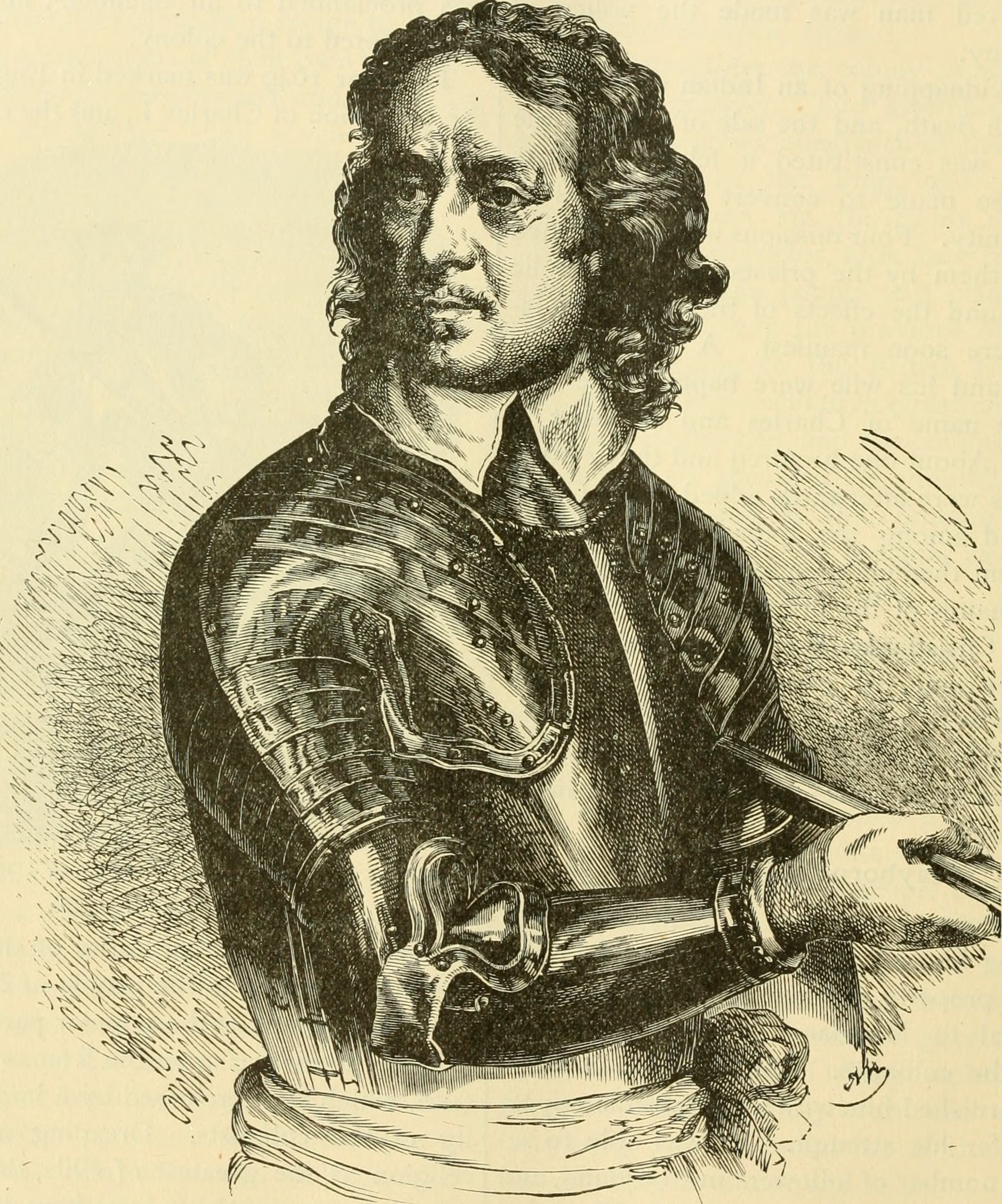
La cessation du dispositif d'exécution d'Halifax intervient sous l'impulsion de Oliver Cromwell.

Les derniers condamnés du système judiciaire halifaxien, Abraham Wilkinson et Anthony Mitchell, illustrent les pratiques répressives tardives de cette juridiction singulière. Wilkinson est reconnu coupable de s'être approprié 15 mètres de kersey, dont un lot de 8,2 mètres, évalué à « 9 shillings au minimum », constitue la pièce à conviction principale. Mitchell fait l'objet de poursuites pour vol et revente de deux équidés, l'un d'une valeur de 9 shillings, l'autre estimé à 48 shillings. Leur procès conjoint aboutit à une condamnation capitale exécutée le 30 avril 1650,,. John William Parker, journaliste du Saturday Magazine, documente ultérieurement les circonstances de la cessation du dispositif répressif : une menace explicite de reddition publique de comptes aurait dissuadé le bailli de poursuivre les exécutions. L'historien Samuel Midgley souligne le caractère paradigmatique de ces dernières exécutions, perçues comme particulièrement intransigeantes par la communauté locale, précipitant ainsi la suspension du gibet et de la juridiction coutumière en vigueur à Halifax.
L'intervention d'Oliver Cromwell constitue un point de rupture décisif dans l'abolition du système juridictionnel d'Halifax. La perspective puritaine percevait ce dispositif répressif comme un vestige rituel des pratiques médiévales et ecclésiastiques romaines, considérées comme devant être systématiquement éradiquée. Cette démarche s'inscrit dans une critique doctrinale plus large, puisque les puritains contestent fondamentalement le principe d'une peine capitale appliquée à des délits mineurs. La réforme judiciaire qui s'ensuit réoriente le traitement pénal : les prévenus sont désormais systématiquement déférés aux assizes d'York, institution garante d'une procédure judiciaire plus standardisée et centralisée.

## Mécanisme

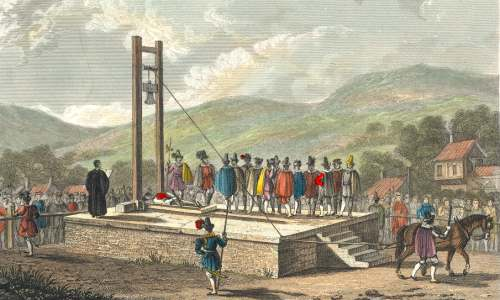
Représentation du dispositif d'exécution d'Halifax, document issu de l'ouvrage A New and Complete History of the County of York de Thomas Allen (1829).

Cet appareil, considéré comme une innovation technologique judiciaire unique en Angleterre,, présente une architecture mécanique remarquable. Composé de deux poutres verticales parallèles de 4,6 mètres, reliées par une poutre transversale sommitale, il intègre un bloc de bois mobile de 1,37 mètre portant une tête de hache de 3,5 kilogrammes. La structure repose sur une imposante plate-forme de blocs de pierre de 2,7 mètres de côté, surélevée de 1,2 mètre et accessible par un escalier,. Un système de poulie permet de manipuler le bloc tranchant, lequel est verrouillé par une goupille à la base de l'infrastructure. Le mécanisme d'exécution du gibet d'Halifax repose sur un système de déclenchement binaire, permettant l'activation de la lame par deux procédés distincts : la section de la corde de suspension ou le retrait de la goupille de verrouillage. Dans les cas de vol de bétail, un protocole spécifique est mis en œuvre. Une corde est solidarisée à la goupille et reliée soit à l'animal dérobé, soit à un spécimen de la même espèce. L'animal est alors chassé, ce qui provoque mécaniquement l'arrachement de la goupille et la chute de la lame tranchante,. Dans sa chronique de 1586, Raphael Holinshed documente avec précision le mécanisme d'exécution du gibet d'Halifax, en révélant les dimensions rituelles et participatives de ce dispositif judiciaire :

« La structure technique comprend un bloc coulissant pourvu d'une hache solidement fixée par des éléments métalliques. Le mécanisme de déclenchement implique une poulie sommitale et une goupille de verrouillage, autour de laquelle s'articule un cérémonial judiciaire complexe. Le protocole d'exécution intègre une dimension collective et symbolique : après les aveux du condamné, positionné sur le bloc inférieur, les spectateurs sont invités à saisir collectivement une corde longue. Ce geste symbolise un rituel communautaire de justice, où chaque assistant manifeste son adhésion à l'application de la sentence. Le dispositif mécanique garantit une exécution immédiate : le bloc de hache, libéré par le retrait de la goupille, chute avec une violence telle que la décapitation est instantanée, tranchant net même un cou aussi massif que celui d'un taureau. »

— Raphael Holinshed, An Historicall Description of the Iland of Britaine.
L'édition de septembre 1832 du The Imperial Magazine documente également avec une précision ethnographique le cérémonial d'exécution tel qu'il se pratique à Halifax, révélant les dimensions rituelles et spirituelles de la procédure judiciaire.

« Le protocole d'exécution se caractérise par une dimension hautement symbolique : les membres du jury ayant prononcé la sentence, accompagnés du clergé, investissent l'échafaud avec le condamné. Un élément musical singulier précède l'exécution : l'interprétation du quatrième psaume sur cornemuses, qui constitue une forme de transition liturgique entre la condamnation et l'exécution. L'intervention du ministre religieux revêt une importance cruciale : celui-ci officie une ultime séquence de prière avec le condamné, en l'accompagnant spirituellement jusqu'au moment fatidique de l'exécution. »

— The Imperial Magazine, septembre 1832.

## Dispositif similaire

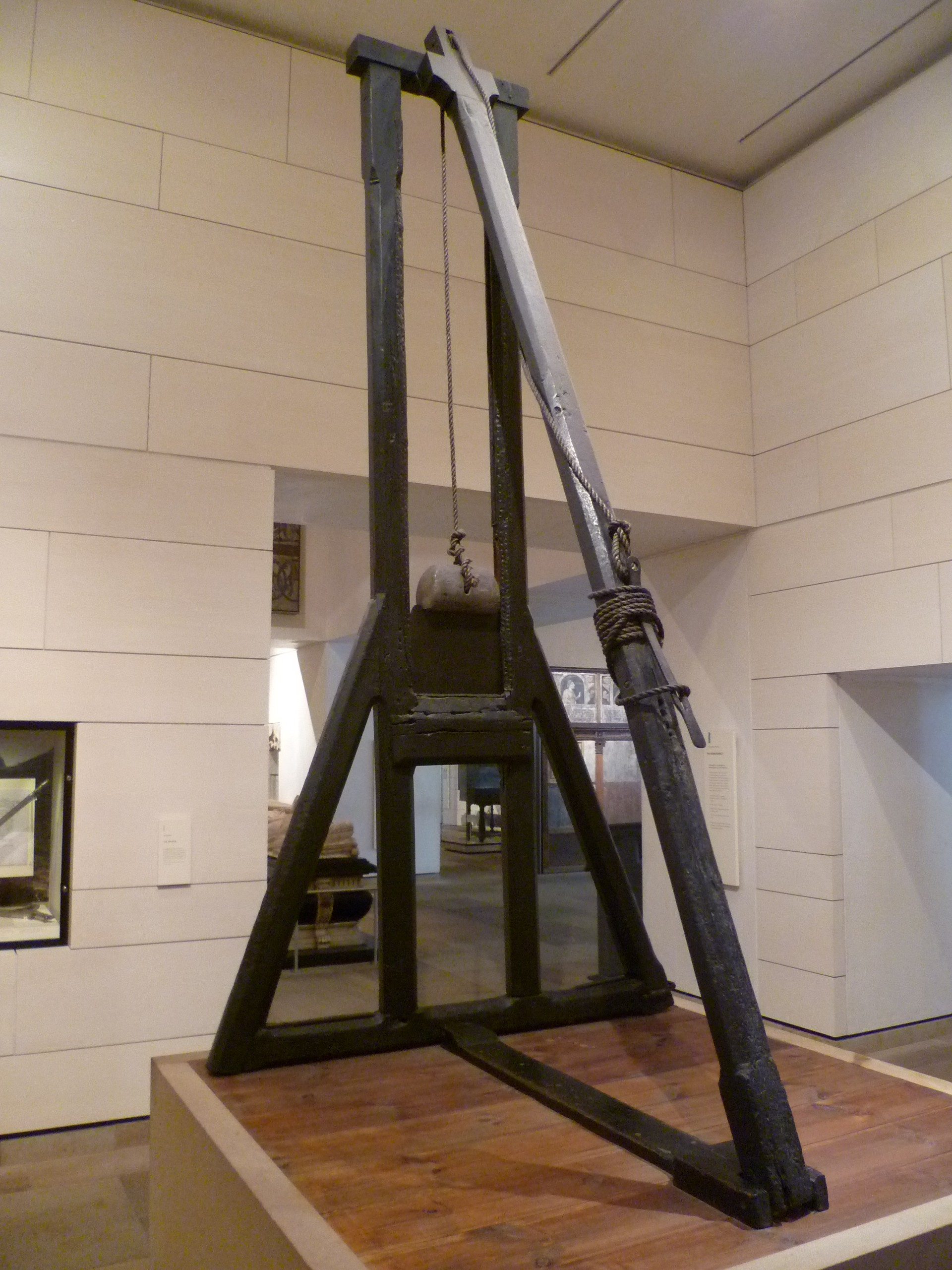
La Maiden écossaise, au musée national d'Écosse à Édimbourg.

Bien que la guillotine soit emblématique de la décapitation dans l'imaginaire collectif de la fin du XVIIIe siècle, de multiples dispositifs mécaniques d'exécution existaient préalablement dans l'espace européen,. L'histoire des instruments de mise à mort révèle une diversité technologique et régionale significative. Dans ce contexte, l'instrument écossais nommé la Maiden représente un exemple particulièrement documenté. Conçue en 1564 à Édimbourg, elle est notamment utilisée pour décapiter James Douglas en 1584. Une tradition historiographique, rapportée soixante ans après les faits, suggère une possible inspiration du gibet d'Halifax, bien que cette hypothèse demeure dépourvue de validation historique. Actuellement conservée au musée national d'Écosse, la Maiden présente des caractéristiques dimensionnelles comparables à la guillotine française, avec une hauteur de 3 mètres,.

## Restauration
Le gibet d'Halifax connaît un processus de déliquescence progressive après les dernières exécutions en 1650. Le site est abandonné et tombe dans l'oubli jusqu'à sa redécouverte archéologique vers 1840, révélant la plate-forme originelle. En août 1974, une intervention patrimoniale marque un tournant dans la préservation mémorielle : une réplique grandeur nature, dépourvue de fonctionnalité mécanique, est érigée sur le socle de pierre historique,. Cette reconstruction symbolique vise à matérialiser un aspect révolu de l'histoire judiciaire locale. Un élément significatif de cette transmission mémorielle réside dans la conservation d'une lame, réalisée par moulage de l'exemplaire original. Celle-ci est exposée depuis 2011 au Bankfield Museum de Boothtown, dans la périphérie d'Halifax, constituant un témoignage matériel des pratiques répressives d'une autre époque. Une plaque commémorative adjacente perpétue la mémoire des 52 individus documentés comme ayant subi l'exécution par ce dispositif, transformant l'espace en lieu de réflexion historique et mémorielle.